# Proleuroceroides
Proleuroceroides is een geslacht van vliesvleugeligen uit de familie Encyrtidae. De wetenschappelijke naam van dit geslacht is voor het eerst geldig gepubliceerd in 1975 door Shafee, Alam & Agarwal.

## Soorten
Het geslacht Proleuroceroides is monotypisch en omvat slechts de volgende soort:
- Proleuroceroides pyrillae (Crawford, 1916)